# Massimo Paolucci (politico)
Massimo Paolucci (Napoli, 13 dicembre 1959) è un politico italiano.

## Biografia
Nel 1977 si iscrive al Partito Comunista Italiano (PCI), dove a partire dal 1979 collabora al "Centro Diffusione de L'Unità" e ricopre l'incarico di segretario della sezione di Soccavo.
In seguito al scioglimento del PCI con la svolta della Bolognina di Achille Occhetto nel 1991, aderisce alla nascita del post comunista Partito Democratico della Sinistra (PDS).
Dal 1993 al 2008 è stato ininterrottamente eletto consigliere comunale a Napoli, dove ha ricoperto gli incarichi di assessore con deleghe al traffico, ai trasporti, all'arredo urbano e alla polizia municipale nella prima giunta di Antonio Bassolino.
Da sempre considerato un fedelissimo di Massimo D'Alema, nel 1998 aderisce alla sua svolta in chiave moderna dal PDS ai Democratici di Sinistra (DS), per unificare il PDS con altre forze della sinistra italiana e "ammainare" definitivamente il simbolo falce e martello in riferimento al comunismo, in favore alla rosa della socialdemocrazia.
Nel 2001 diventa Commissario vicario per l'Emergenza Rifiuti, Bonifiche e Acque, incarico che ricopre fino al 2004.

### Elezione a deputato
Alle elezioni politiche del 2013 viene candidato, ed eletto, alla Camera dei Deputati nella circoscrizione Campania 1 tra le liste del Partito Democratico.

### Elezione al Parlamento europeo
Alle elezioni europee del 2014 si candida al Parlamento europeo nelle liste del Partito Democratico, nella circoscrizione Italia meridionale. Ottiene 118.177 preferenze è il quarto su sei eletti.
Pertanto si dimette dalla carica di deputato, venendo sostituito da Anna Maria Carloni, moglie dell'ex sindaco di Napoli ed ex presidente della regione Campania Antonio Bassolino.
Il 25 febbraio 2017 prende parte alla scissione dell'ala sinistra del Partito Democratico, aderendo ad Articolo 1 - Movimento Democratico e Progressista.
Si ricandida alle elezioni europee del 2019 con la lista PD-Siamo Europei-PSE nella circoscrizione dell'Italia Meridionale: è uno dei due rappresentanti di Articolo Uno. Con 58.550 preferenze si piazza in settima posizione e non viene rieletto.

### Governo Conte II
Con l'insediamento del governo Conte II, il 24 settembre 2019 viene nominato Capo segreteria del Ministro della salute Roberto Speranza.
Il 14 aprile 2020 viene nominato dal Governo come vice-commissario per il potenziamento delle infrastrutture ospedaliere necessarie a far fronte all'emergenza Coronavirus, sarà il braccio destro di Domenico Arcuri.